# Inglés canadiense estándar
El inglés canadiense estándar es la variante enormemente homogénea del inglés canadiense hablado, particularmente, en todo el centro y oeste de Canadá, así como a lo largo de Canadá entre los hablantes urbanos de clase media provenientes de familias de habla inglesa, sin tomar en cuenta a los dialectos regionales del inglés canadiense atlántico. El inglés en Canadá tiene, principalmente, una fonología uniforme y muy poca diversidad de dialectos en comparación con el inglés vecino de los Estados Unidos. La región del dialecto del inglés canadiense estándar está definida por la fusión cot-caught, haciendo uso del fonema [ɒ]ⓘ, y por un cambio en cadena de sonidos vocálicos llamado cambio canadiense. Un subconjunto de este dialecto geográficamente en su núcleo central, sin tomar en cuenta a la Columbia Británica hacia el oeste y a todo al este de Montreal, ha sido llamado inglés canadiense del interior, y está definido más a fondo por dos fenómenos conocidos como elevación canadiense, la producción de los fonemas /o/ y /aʊ/ con puntos de partida posteriores en la boca y la producción del fonema /e/ con un punto de partida anterior y muy poco vocoide no silábico (casi [e]).

## Fonética y fonología

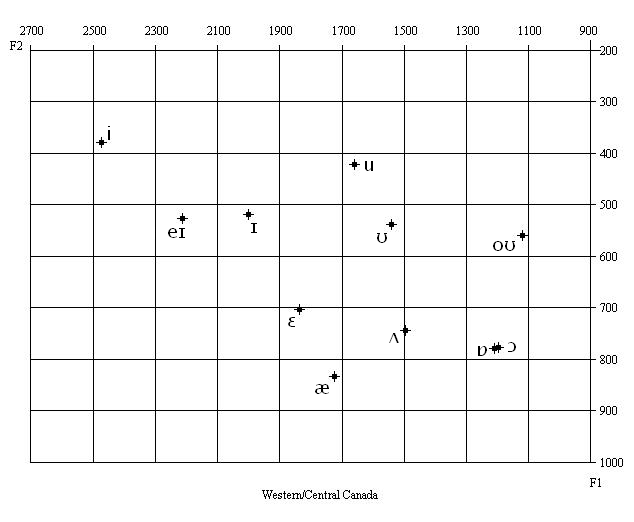
Según Labov et al.; los F1 y F2 promediados representan a los hablantes del oeste y centro de Canadá. Nótese que y son indistinguibles; y son bastante abiertas.

|           | Anterior | Anterior | Central  | Posterior | Posterior |          |
| laxa      | tensa    | laxa     | Central  | tensa     |           |          |
| --------- | -------- | -------- | -------- | --------- | --------- | -------- |
| Cerrada   | ɪ        | i        |          | ʊ         | u         |          |
| Media     | ɛ        | e        | ə        | ʌ         | o         |          |
| Abierta   | æ        |          |          |           | ɒ         |          |
| Diptongos | aɪ ɔɪ aʊ | aɪ ɔɪ aʊ | aɪ ɔɪ aʊ | aɪ ɔɪ aʊ  | aɪ ɔɪ aʊ  | aɪ ɔɪ aʊ |